# 登頓 (馬里蘭州)
登頓是美國馬里蘭州加羅林縣的縣治。根據2010年人口普查，本鎮共有人口4,418人。

## 歷史
本鎮於1781年成立，取名末任馬里蘭殖民地統治者自羅伯特·伊登。本鎮於1802註冊成立。

## 地理
登頓位於38°53′2″N 75°49′36″W / 38.88389°N 75.82667°W（38.883853, -75.826556）。根據2000年人口普查，本城面積為5.50平方英里（14.24平方），其中5.28平方英里（13.68平方）為陸地，0.22平方英里（0.57平方）為水域。